# Trentepohlia (Trentepohlia) melanoleuca
Trentepohlia (Trentepohlia) melanoleuca is een tweevleugelige uit de familie steltmuggen (Limoniidae). De soort komt voor in het Afrotropisch gebied.